# Békéscsabai RSE
Békéscsabai RSE est un club hongrois de volley-ball, fondé en 2000 et basé à Békéscsaba qui évolue pour la saison 2019-2020 en Extraliga.

## Palmarès
- Championnat de Hongrie
  - Vainqueur : 2014[3], 2015[4], 2016[5], 2017, 2018.

- Coupe de Hongrie
  - Vainqueur : 2016[6], 2017[7].
  - Finaliste : 2018, 2019, 2021.